# Casinobrood

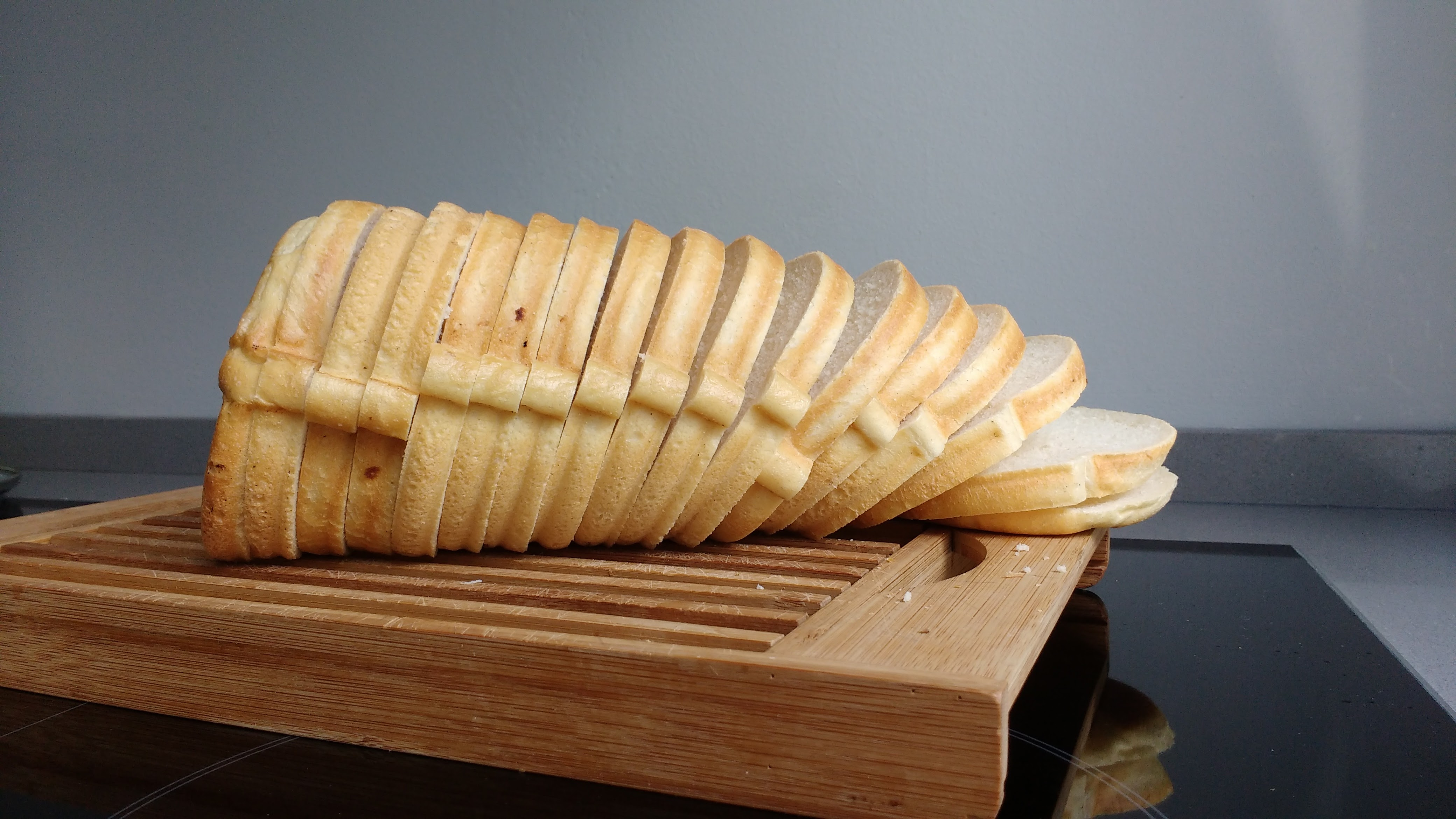
Casinobrood

El casinobrood (escucharⓘ 'pan de casino') es un pan neerlandés que se hornea enlatado, es decir, se introduce la masa en una lata cerrada con tapa hermética y así se vende. Tal lata es denominada casino, quizá italiano 'casa de campo'.
Dependiendo de la forma de la lata, se puede obtener un pan cuadrado o redondo. El casinobrood es adecuado para hacer tostadas y sándwiches. Por lo general, el pan de casino siempre es de harina blanca de trigo, aunque versiones más modernas incluyen grano integral u otras composiciones en la masa.